# ديميرس ستيفان
ديميرس ستيفان هو ممثل كندي، ولد في 1966.

## أعمال

### أفلام
- (2004) الطيار[1]
- (2011) السيد لزهر[2]

## وصلات خارجية
- ديميرس ستيفان على موقع IMDb (الإنجليزية)
- ديميرس ستيفان على موقع ألو سيني (الفرنسية)
- ديميرس ستيفان على موقع أول موفي (الإنجليزية)
- ديميرس ستيفان على موقع قاعدة بيانات الفيلم (الإنجليزية)
- ديميرس ستيفان على موقع كينوبويسك (الروسية)